# USCGC Bertholf (WMSL-750)
USCGC Bertholf (WMSL 750) es el primer cutter de la clase Legend de la Guardia Costera de Estados Unidos, los cuales tienen misiones de cutters de seguridad marítima. El cutter se nombró en honor al comodoro Ellsworth P. Bertholf, cuarto Comandante del Servicio de Guardacostas (Revenue Cutter Service) y la Guardia Costera.
En 2005 empezó la construcción del cutter en Northrop Grumman's Ship Systems en los astilleros Ingalls en Pascagoula, Mississippi. El cutter fue botado el 29 de septiembre de 2006, siendo bautizado el 11 de noviembre de 2006, y asignado el 4 de agosto de 2008. El puerto base del Bertholf esta en Alameda, California. El Bertholf fue el primer buque de Estados Unidos en disparar el cañón Bofors de 57 mm el 11 de febrero de 2008 por el técnico electrónico de primera clase Matthew Magaro.

## National Security Cutter
El Bertholf es el buque insignia de la serie National Security Cutter diseñado como el primer gran buque construido bajo el proyecto de adquisiciones multi-anuales Deepwater de la Guardia Costera. Los National Security Cutter remplazarán a la flota de cutters de la Clase Hamilton.

## Características
- Sistemas de control de tiro automatizados
- Cañón de 57 mm
- Sistema de lanzamiento y recepción de helicópteros y dos hangares.
- Sistema de lanzamiento y recuperación de lanchas
- hélice de proa
- C4ISR que permite la interoperatividad de la Guardia Costera con el Departamento de Defensa[4]
- Capacidad de detección y defensa contra ataques químicos, biológicos o radiológicos
- Sensores avanzados para la recolección de inteligencia
- Seguimiento en tiempo real a través sistema C4 Rescue 21
- Sistema avanzado de Control de buques (control de maquinas, control, navegación) para reducir la tripulación y aumentar la automatización del buque
- Radar de búsqueda aérea Cassidian (EADS) TRS-3D/16-ES[5]